# San Mamés Stadion (2013)
Az Estadio San Mamés az Athletic Bilbao labdarúgócsapatának az otthona. Spanyolországban, Bilbao városában található. A régi San Mamés Stadion helyén 2013-ban nyitotta meg kapuit. Tulajdonosa a jelenleg élvonalban szereplő Athletic Bilbao.

## Története
2004-ben kezdték el tervezni, később, 2006-ban a szerződéseket is aláírták. Ezt követően 2006 márciusában jóváhagyták az építkezést.
2010. május 26-án 12:00-kor egy megemlékező ünnepség zajlott a régi San Mamésben. Az eseményen részt vett Baszkföld elnöke (a Lehendakari), Patxi López, az ő helyettes főtitkára, José Luis Bilbao, Bilbao polgármestere, Iñaki Azkuna, Bilbao Bizkaia Kutxa elnöke, Mario Fernández, a spanyol szövetség elnöke, Ángel María Villar és az Athletic Club elnöke, Fernando García Macua.
Annak ellenére, hogy az ország gazdasági nehézségeken ment keresztül abban az időben, különösen a baszkok, a stadion teljes költségének 52,6%-át közintézmények állták, egy részét a baszk kormány, egy részét pedig a bilbaói városi tanács bizkaiai tartományi tanácsa.
Az új stadion a korábbi San Mamés szomszédságában épült, ahogy azt 2003-ban elfogadták.
2013. szeptember 16-án 22:00-kor avatták fel az új San Mamés stadiont, egy La Liga-mérkőzés megrendezésével, melyen a házigazdák a Celta Vigo csapatát fogadták. A mérkőzést a helyi csapat nyerte 3–2-re.
2014. szeptember 19-én a stadiont kiválasztották a 2020-a Európa-bajnokság egyik helyszínéül, három csoportmérkőzésnek és a nyolcaddöntőben egy mérkőzésnek lesz a helyszíne.
2015. november 5-én elnyerte Az Év Sportépülete-díjat a Szingapúrban megrendezett Világ Építészeti Fesztiválon.

## Koncertek a stadionban
| Koncertek a San Mamés Stadionban | Koncertek a San Mamés Stadionban | Koncertek a San Mamés Stadionban | Koncertek a San Mamés Stadionban |
| Dátum                            | Fellépők                         | Turné                            | Nézőszám                         |
| -------------------------------- | -------------------------------- | -------------------------------- | -------------------------------- |
| 2017. május 30.                  | Guns N’ Roses                    | Not in This Lifetime... Turné    | 27 955                           |

## Rekord nézőszámok a stadionban
| Rekord nézőszámok a San Mamés Stadionban | Rekord nézőszámok a San Mamés Stadionban | Rekord nézőszámok a San Mamés Stadionban | Rekord nézőszámok a San Mamés Stadionban | Rekord nézőszámok a San Mamés Stadionban |
| Dátum                                    | Ellenfelek                               | Sport                                    | Nézőszám                                 | Jegyz.                                   |
| ---------------------------------------- | ---------------------------------------- | ---------------------------------------- | ---------------------------------------- | ---------------------------------------- |
| 2017. március 18.                        | Athletic Bilbao vs. Real Madrid          | Labdarúgás                               | 49 164                                   | [ 7 ]                                    |
| 2018. május 12.                          | Leinster vs. Racing 92                   | Rögbi                                    | 52 282                                   | [ 8 ]                                    |

## Fordítás
Ez a szócikk részben vagy egészben  a   San Mamés Stadium (2013) című angol Wikipédia-szócikk fordításán alapul.  Az eredeti cikk szerkesztőit annak laptörténete sorolja fel. Ez a jelzés csupán a megfogalmazás eredetét és a szerzői jogokat jelzi, nem szolgál a cikkben szereplő információk forrásmegjelöléseként.